# キーン・ルイス＝ポッター
キーン・ウィリアム・ルイス＝ポッター（Keane William Lewis-Potter, 2001年2月22日 - ）は、イングランド・キングストン・アポン・ハル出身のプロサッカー選手。プレミアリーグ・ブレントフォードFC所属。ポジションはミッドフィールダー、フォワード。

## 経歴

### ハル・シティ
ハル・シティAFCのユースアカデミーに在籍し、2019年1月にFAカップのミルウォールFC戦に途中出場してプロデビュー。3月にはブラッドフォード・パーク・アベニューAFCへ期限付き移籍した。
2019年11月9日にEFLチャンピオンシップの公式戦に初出場。30日のバーンズリーFC戦でプロ初得点を記録した。
2021年1月18日、ハル・シティと2023年夏までの契約延長に合意した。
2021-22シーズンは46試合に出場して12得点を記録し、監督、選手、サポーターが選ぶチーム内最優秀選手賞を受賞した。

### ブレントフォード
2022年7月12日にプレミアリーグのブレントフォードFCへ完全移籍し、6年契約を結んだ。移籍金は非公開。
2023年12月17日、アストン・ヴィラFC戦でプレミアリーグ初得点を記録した。

## 代表歴
2022年3月にU-21イングランド代表に選出された。

## タイトル

### クラブ
ハル・シティ
- EFLリーグ1：1回（2020-21）

### 個人
- EFL月間最優秀若手選手賞：1回（2020年9月）
- ハル・シティ最優秀選手賞：1回（2021-22）